# Andrzej Walkowiak
Andrzej Walkowiak (ur. 21 stycznia 1961 w Bydgoszczy) – polski polityk, dziennikarz, urzędnik samorządowy, poseł na Sejm V i VI kadencji.

## Życiorys
W latach 1972–1985 wyczynowo uprawiał kajakarstwo w Zawiszy Bydgoszcz, zdobywając kilka tytułów mistrza Polski. Ukończył Technikum Elektryczne w Bydgoszczy. Został magistrem wychowania fizycznego na Akademii Wychowania Fizycznego w Warszawie, a następnie studiował podyplomowo dziennikarstwo na Uniwersytecie Warszawskim.
Przez siedem lat był redaktorem naczelnym Radia PiK. Pracował również w „Expressie Bydgoskim”, „Ilustrowanym Kurierze Polskim” i „Gazecie Pomorskiej”. Był również rzecznikiem prasowym i radcą w Ministerstwie Środowiska.
Od 2002 był koordynatorem ds. sportu wyczynowego w Urzędzie Miasta Bydgoszczy. W pierwszych miesiącach 2003 pracował także jako pełnomocnik prezydenta Bydgoszczy ds. walki z korupcją. W 2003 przez kilka miesięcy był także dyrektorem BKS Polonii Bydgoszcz. Z ramienia miasta koordynował powstanie niezależnej sekcji żużlowej Polonii.
Od 1990 do 1991 należał do Porozumienia Centrum. 25 września 2005 wystartował w wyborach do Sejmu z listy Prawa i Sprawiedliwości. Otrzymał 5203 głosy, uzyskując tym samym mandat poselski na Sejm V kadencji w okręgu bydgoskim. W Sejmie V kadencji zasiadał w Komisji Administracji i Spraw Wewnętrznych (do listopada 2006), Komisji Kultury Fizycznej i Sportu (od listopada 2006) oraz Komisji Kultury i Środków Przekazu. Po wyborach wstąpił do PiS, został też sekretarzem rady regionalnej tej partii.
W 2006 wystartował bez powodzenia w wyborach na prezydenta Bydgoszczy. Uzyskał 12 242 głosy (11,02%), zajmując 4. miejsce. Po przedterminowym zakończeniu V kadencji w wyborach parlamentarnych z 21 października 2007 ponownie zdobył mandat poselski, otrzymując 8127 głosów. W styczniu 2009 odszedł z PiS i został członkiem koła poselskiego Polska XXI, a w październiku tego samego roku członkiem nowego koła parlamentarnego Polska Plus. W styczniu 2010 przystąpił do nowo powstałej partii o tej samej nazwie, zostając jej pełnomocnikiem na województwo kujawsko-pomorskie.
We wrześniu 2010 wraz z innymi członkami Polski Plus, po rozwiązaniu tej partii, przystąpił ponownie do Prawa i Sprawiedliwości. W listopadzie 2010 został członkiem nowo utworzonego klubu parlamentarnego Polska Jest Najważniejsza, a w 2011 nowo zarejestrowanej partii o tej nazwie. W tym samym roku bezskutecznie ubiegał się o reelekcję w wyborach parlamentarnych.
W grudniu 2013, po decyzji o rozwiązaniu PJN, współtworzył partię Polska Razem Jarosława Gowina. Został jej liderem w okręgu bydgoskim, a następnie także w województwie kujawsko-pomorskim oraz członkiem zarządu krajowego. Kandydował bez powodzenia z listy tego ugrupowania w wyborach do Parlamentu Europejskiego w 2014. W tym samym roku z ramienia PiS (jako kandydat PRJG) uzyskał mandat radnego sejmiku kujawsko-pomorskiego. W 2015 ponownie bez powodzenia startował do Sejmu, jako przedstawiciel Polski Razem na liście wyborczej PiS. W listopadzie 2017 jego partia przekształciła się w Porozumienie. Do września 2020 był członkiem bydgoskiego zarządu okręgowego tego ugrupowania, został też przewodniczącym rady regionalnej partii. W 2018 nie kandydował ponownie w wyborach samorządowych.
W 2016 objął funkcję prezesa zarządu Fabryki Obrabiarek do Drewna, którą sprawował do 2024. W lutym 2021 prezydium zarządu Porozumienia (uznające za prezesa partii Jarosława Gowina) zawiesiło go w prawach członka partii, następnie decyzją sądu koleżeńskiego został wykluczony z ugrupowania. W tym samym roku dołączył następnie do Partii Republikańskiej.